# Summit Lake Ranger Station
La Summit Lake Ranger Station est une station de rangers du comté de Shasta, en Californie, dans l'ouest des États-Unis. Située au nord-nord-ouest du lac Summit, auquel elle doit son nom, elle est protégée au sein du parc national volcanique de Lassen. Construite en 1926 dans le style rustique du National Park Service, elle est inscrite au Registre national des lieux historiques depuis le 3 avril 1978.